# Museo de América

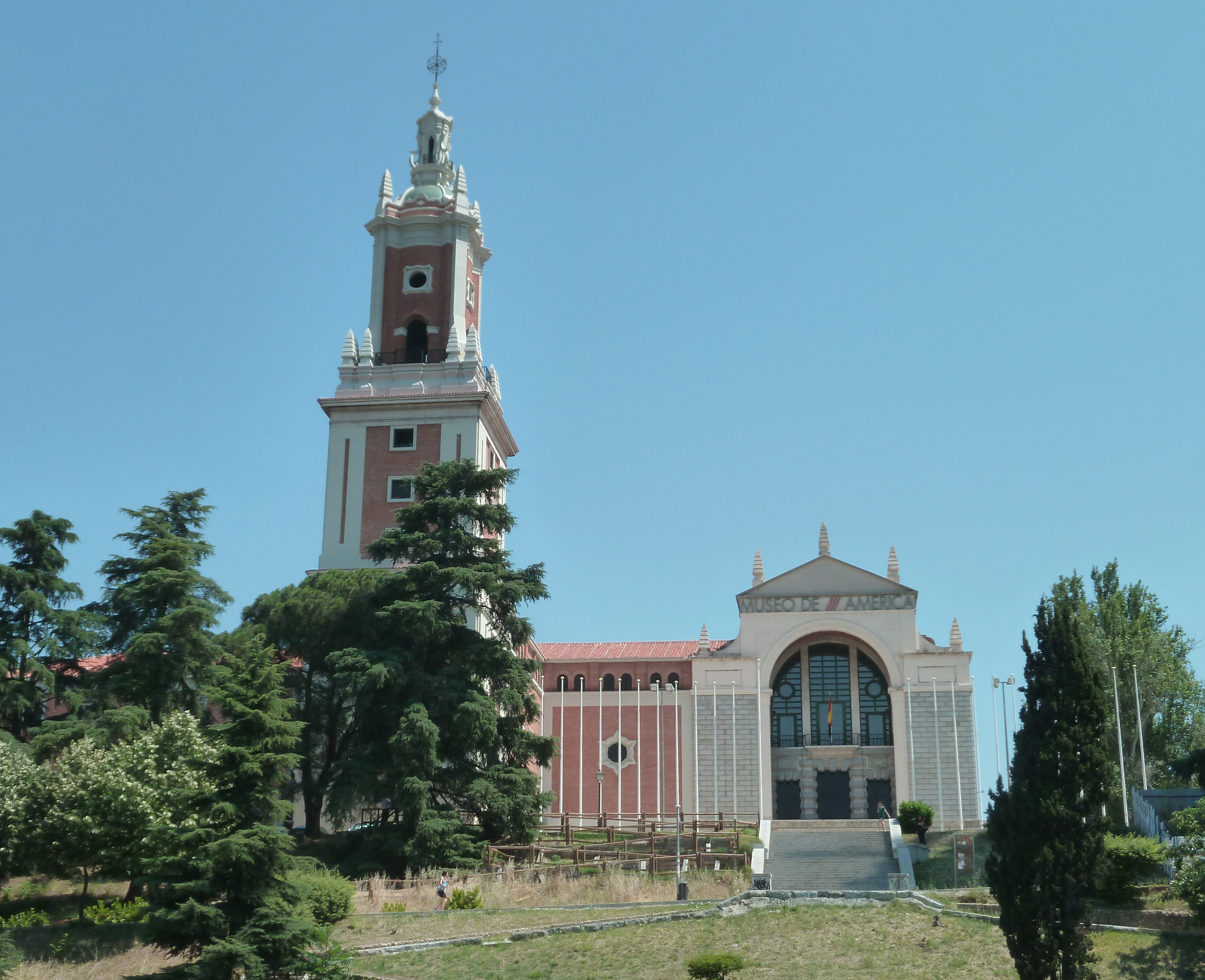
Haupteingang des Museums

Das Museo de América ist ein Museum in Madrid, das archäologische, ethnografische und künstlerische Exponate aus Nord- und Südamerika besitzt. Die Sammlung enthält etwa 25.000 Gegenstände vom Paläolithikum bis zur Gegenwart und enthält die bedeutendste Sammlung präkolumbischer Kunst außerhalb Amerikas (neben den ethnologischen Sammlungen im Berliner Humboldt Forum).
Das Museum wurde am 19. April 1941 aus Beständen des Archäologischen Nationalmuseums von Spanien gegründet und befindet sich seit 1961 in der Avenida de los Reyes Católicos 6 in der Ciudad Universitaria. 2023 wurden rund 75.000 Besucherinnen und Besucher gezählt.